# لحام اللدائن

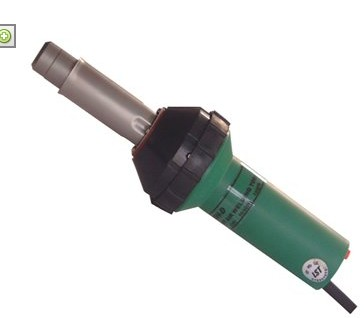
أدوات لحام البلاستيك بالهواء الساخن بقوة 1000 واط

لحام اللدائن هي عملية لحام تتم باستخدام أحد التقنيات الهدف منها لحام قطعتين من اللدائن.
اختيار التقنية يعتمد على نوع اللدائن المراد لحامه وهندسة الشكل في موضع اللحام وكذلك مدة عملية اللحام وتكلفتها المادية.
هذه التقنيات تعتمد بصوره عامه على التسخين الموضعي للمواد المراد لحامها، ولكن طريقة التسخين تختلف من تقنية إلى أخرى، فإما أن يكون عن طريق استخدام حرارة خارجية، أو توليد الحرارة من التقنية نفسها.
وحده اللدائن القابل للانصهار والتسخين هو الذي يمكن لحامه بتلك التقنيات.

## اللحام باستخدام الموجات فوق الصوتية

### الطريقة
يتم توليد موجات فوق صوتية ذات تردد عالي وذلك من المولد ثم يقوم المحول بتحويل هذه الموجات إلى حركة اهتزازية سريعه ينتج عنها بالاحتكاك حرارة تؤدي إلى اللحام المطلوب.
مكونات الجهاز الأساسية:
1- قاعدة تثبيت قطعة اللحام المراد لحامها
2- محول يحول التردد العالي للموجات إلى حركة اهتزازية سريعه
3- شوكة اللحام التي تنقل الحركة الاهتزازية إلى قطعة اللدائن المراد لحامها

## اللحام بالدوران

### مقدمة
وهي طريقة مثالية للحام القطع الصلبة ذات الأشكال المختلفة حيث يتم تثبيت قطعة والضغط مع الدوران على الأخرى.
مميزات هذه الطريقة بالنسبة للحام بالموجات فوق الصوتية:
1. جودة اللحام ومتانته أقل تأثراً بالعوامل الخارجية.
2. هذه الطريقة تستخدم قوانين فيزيائية معروفة وتلقائية في التطبيق.
3. تكلفة الأدوات والمواد الداخلة في عملية التحكم الكهربي متوسطة بالذات في عملية التحكم الأوتوماتيكي.

وضع القطعتين بالنسبة لبعضهما البعض قد يسبب مشكلة حيث أن الوضعية مهمة جداً نظراً لعملية الدوران وفي هذه الحالة يمكن اللجوء للطرق الأخرى.

### فكرة العمل
تتولد الحرارة نتيجة الضفط والدوران، وتكون أسهل في حالة تماثل الشكلين في الحجم, أما في حالة اختلاف الأحجام فيتم الدوران باستخدام القطعة الأصغر حتى تكون عملية الدوران أسهل ولا تحتاج بدورها إلى طاقة كبيره كما أن الفاقد في درجة الحرارة يكون أقل.

## اللحام باستخدام الليزر
أحد القطعتين المراد لحامها تكون شفافه والأخرى مقوسة الشكل. وبوضع القطعتين تحت ضغط ميكانيكي حيث تتأثر القطعة المقوسة بطول موجي معين لليزر ما بين- 808 إلى 1070 نانومتر- فتتولد حرارة تؤدي إلى انصهار موضعي في مكان سقوط شعاع الليزر وبالضغط ثم التبريد تحدث عملية اللحام.
ويمكن أيضا لحام قطعتين شفافتين في نفس الوقت عن طريق وضع ماده دهانيه تمتص أشعة الليزر وتحولها إلى حرارة للحام القطعتين معا.

## طرق أخرى
اللحام بالاحتكاك الخطي، لحام النقطة، اللحام بالأشعة تحت الحمراء...